# La Torre (Sant Joan de Mollet)
La Torre és una obra de Sant Joan de Mollet (Gironès) inclosa a l'Inventari del Patrimoni Arquitectònic de Catalunya.

## Descripció
La masia és de planta rectangular, amb diferents cossos afegits i diverses edificacions en l'entorn; la façana principal està orientada a llevant. Al nord hi ha la torre de defensa, al centre el cos original de l'habitatge i al sud un cos posterior, d'època moderna, amb una galeria a tres vents en el segon pis. El cos original disposa d'una porta d'arc rebaixat, adovellat i una finestra gòtica de permòdols al primer pis.
La torre és de planta quadrada, aproximadament de 4,5 metres de costat, i presenta planta baixa i tres pisos. El parament és arrebossat, sense poder-se observar el tipus d'aparell, però les cadenes cantoneres de carreus estan ben definides. L'accés a la torre es realitza probablement per l'interior de la masia. Totes les finestres que presenta són de carreus de llinda plana; n'hi ha tres a la façana principal i una a la façana sud; a la façana occidental és cega. A la façana oriental, per sobre la finestra del segon pis, s'observen tres carreus que són probablement les restes d'una antiga finestra, probablement gòtica. No s'observen elements defensius.

## Història
L'aparició de la torre en els masos fou degut a les necessitats de defensar-se dels atacs exteriors que rebien. El mas és propietat de la família Masó, una de les més destacades de la població, que guarda una antiga tomba de l'any 1584 a l'església parroquial.